# Sphagnum diblastoides
Sphagnum diblastoides är en bladmossart som beskrevs av H. Crum 2001. Sphagnum diblastoides ingår i släktet vitmossor, och familjen Sphagnaceae. Inga underarter finns listade i Catalogue of Life.